# Nouhaila Benzina
Nouhaila Benzina (en arabe : نهيلة بنزينة), née le 11 mai 1998 à Kénitra (Maroc), est une footballeuse internationale marocaine évoluant au poste de défenseur central.
Elle est connue pour être la première joueuse voilée à disputer un match de Coupe du monde lors de l'édition de 2023 organisée en Australie-Nouvelle-Zélande.

## Biographie

### Carrière en club
Formée au Kénitra AC, Nouhaila Benzina joue pour une saison au Raja Aïn Harrouda avant de rejoindre l'AS FAR avec lequel elle remporte plusieurs titres nationaux et continentaux.
Sous la houlette d'Abdallah Haidamou, elle prend part à la première édition de la Ligue des champions féminine de la CAF 2021 en participant au tour préliminaire UNAF qui a lieu à Berkane en juillet 2021, puis à la phase finale qui se déroule en Égypte en novembre de la même année. L'AS FAR termine la compétition à la 3e place.
Elle prend part également à l'édition suivante qui est organisée au Maroc durant le mois de novembre 2022. Cette fois-ci, l'AS FAR, avec à sa tête Mohamed Amine Alioua, remporte le titre pour la première fois de son histoire en s'imposant en finale face aux Mamelodi Sundowns. Nouhaila Benzina participe à l'ensemble des rencontres de la phase finale.

### Carrière internationale

#### Maroc -20 ans
Sous la houlette de Mustapha Moslim, elle participe avec l'équipe du Maroc des -20 ans aux qualifications de la Coupe du monde 2018. Nouhaila Benzina prend part à la double confrontation contre le Sénégal. Le match aller joué le 16 septembre 2017 à Salé se termine sur une victoire marocaine (2-0). Malgré une défaite au match retour (2-1) le 30 septembre 2017 à Dakar, les Marocaines se qualifient pour le tour suivant. Mais le parcours des coéquipières de Nouhaila Benzina s'arrête aussitôt contre le Nigéria. Le Maroc concède le nul (1-1) au match aller le 5 novembre 2017 à Salé tandis que le match retour à Benin City se termine sur une victoire large du Nigéria (5-1).

#### Équipe du Maroc
Nouhaila Benzina reçoit ses premières convocations en équipe du Maroc sous la houlette de Karim Bencherifa. Elle est sélectionnée pour participer à un tournoi amical (COTIF) durant le mois d'août 2017 en Espagne où la sélection affronte des clubs espagnols tels que l'Atlético de Madrid, Valencia ou encore Levante.
Elle dispute ses premiers matchs internationaux en décembre de la même année, lorsque la sélection se déplace à Ouagadougou pour affronter le Burkina Faso qui se solde par deux victoires marocaines (0-2) et (1-2),.
Elle est sélectionnée pour affronter la Côte d'Ivoire en avril 2018 dans le cadre du premier tour des qualifications à la CAN 2018. Mais les Marocaines se font sortir par les Ivoiriennes qui bénéficient de leur but marqué à l'extérieur au match aller à Rabat (1-1), le match retour à Abidjan s'est terminé sur un score vierge. Sur le banc, Benzina ne fait pas d'apparition lors de cette double confrontation,,.
Nouhaila Benzina participe aux qualifications des JO 2020. Mais le Maroc ne parvient pas à décrocher son ticket pour le tournoi olympique, se faisant éliminer par le Mali après une défaite 3-1 à Bamako et un match nul 2-2 à Salé.
En février 2020, sous l'Américaine Kelly Lindsey, elle est sélectionnée pour participer au Tournoi UNAF dames qui a lieu en Tunisie. Le Maroc s'adjuge la compétition pour la première fois en remportant toutes ses rencontres.
Bien qu'elle prenne part au différents stages, Nouhaila Benzina n'est pas retenue par Reynald Pedros pour disputer la CAN 2022 qu'organise le Maroc en juillet 2022 et pendant laquelle les Lionnes de l'Atlas font sensation en se qualifiant pour la première fois à une Coupe du monde féminine. Les Marocaines terminent finalistes du tournoi, battues par les Sud-Africaines (2-1).

#### Coupe du monde 2023: Exploit des Marocaines
Dans le cadre des préparations à la Coupe du monde 2023, elle participe en octobre 2022 au match amical contre le Canada, champion olympique en titre. Rencontre qui se termine sur une défaite marocaine (4-0).
Elle est sélectionnée en avril 2023 pour prendre part à deux matchs amicaux internationaux contre la Tchéquie et la Roumanie respectivement le 6 avril 2023 à Prague et le 11 avril 2023 à Bucarest mais ne participe à aucune des deux rencontres.
Nouhaila Benzina fait partie des 28 joueuses présélectionnées par Reynald Pedros pour disputer la Coupe du monde 2023 en Australie et Nouvelle-Zélande. Après le stage effectué en Autriche, Benzina est sélectionnée dans la liste finale des 23 joueuses retenues pour défendre les couleurs marocaines au Mondial. Elle devient la première joueuse portant le hijab à disputer un match de Coupe du monde en étant titularisée face à la Corée du Sud,,. Puis lors de la dernière journée, les Lionnes de l'Atlas rééditent avec une autre victoire contre la Colombie (1-0). Dans le même temps, la Corée du sud, réussit à tenir en échec l'Allemagne (1-1). Résultats qui permettent au Maroc de décrocher une qualification historique pour les huitièmes de finale. Après cet exploit, les protégées de Reynald Pedros se frottent aux Françaises. Largement dominatrice, la France s'impose sur le score de 4-0 et l'aventure du Maroc au Mondial prend fin. Hormis le match contre l'Allemagne, Nouhaila Benzina joue l'intégralité des autres rencontres disputées par le Maroc durant le tournoi.

#### JO 2024: Echec des Marocaines au dernier tour
Dans le cadre des préparations aux qualifications des Jeux olympiques 2024, le Maroc reçoit la Zambie les 22 et 26 septembre 2023 pour une double confrontation amicale. Les Marocaines s'inclinent lors des deux rencontres. La première à Casablanca sur le score 2-0 et la deuxième à Rabat sur un lourd score de 6 à 2. Nouhaila Benzina dispute les deux matchs dans leur intégralité.
Elle reçoit une convocation de la part de Jorge Vilda, fraîchement nommé à la tête de l'équipe nationale, pour disputer une double confrontation face à la Namibie les 26 et 31 octobre 2023 dans le cadre du deuxième tour des qualifications des Jeux olympiques 2024. La Namibie étant dans l'incapacité de recevoir, les deux matchs se jouent au Maroc. Les Marocaines s'imposent lors des deux manches. La première à Marrakech le 26 octobre 2023 sur le score de 2-0, et la deuxième à Rabat avec le même score. Nouhaila Benzina ne dispute que le match retour,.
Après avoir éliminé la Tunisie (6-2 au score cumulé), les Marocaines sont donc opposées aux Zambiennes pour le dernier tour des qualifications. Si elle est parvenue à s'imposer en Zambie lors du match aller le 5 avril 2024 sur le score de 2 buts à 1, la sélection marocaine ne parvient pas à se qualifier pour la phase finale des Jeux à la suite de sa défaite 2 à 0 au match retour à Rabat le 9 avril 2024 après prolongations. Nouhaila Benzina entre en jeu au match retour à la place de sa coéquipière de l'AS FAR, Aziza Rabbah sortie sur blessure.

#### Coupe d'Afrique 2024: Échec en finale
Dans le cadre des préparations à la CAN, elle est convoquée par Jorge Vilda pour disputer deux matchs amicaux internationaux, face au Ghana et Haïti respectivement les 21 et 25 février 2025 à Casablanca. Toutefois, bien que sur le banc elle n'entre en jeu dans aucune des rencontres,.
Benzina est convoquée pour le stage suivant afin de disputer deux matchs amicaux contre la Tunisie et le Cameroun les 4 et 8 avril 2025 au Stade Père-Jégo. Les Marocaines s'imposent face aux Tunisiennes avec un score de 3 buts à 1. Cependant, elles s'inclinent face aux Camerounaises (0-1). Titulaire face à la Tunisie, Nouhaila Benzina entre en cours de jeu contre le Cameroun,.
Après une série de stages et matchs amicaux, la FRMF annonce le 24 juin 2025 la liste finale pour la CAN 2024. Nouhaila Benzina fait partie des joueuses retenues par Jorge Vilda. Le Maroc qui atteint la finale pour la deuxième fois consécutive, ne parvient pas à remporter le titre. Durant cette édition, les Marocaines terminent première de leur groupe après un nul face aux Zambiennes (2-2), une victoire face aux Congolaises (4-2) et un succès face aux Sénégalaises (1-0). En quart de finale, le Maroc élimine le Mali (3-1) puis s'impose en demi-finale aux tirs au but face Ghana (4-2, 1-1 après prolongations). Les joueuses de Jorge Vilda s'inclinent en finale face au Nigeria (3-2) après avoir mené au score (2-0) jusqu'à l'heure de jeu. Nouhaila Benzina prend part à l'ensemble des rencontres du tournoi en tant que titulaire.

## Palmarès
| AS FAR (20) | Équipe du Maroc (2) |
| --- | --- |
| - Championnat du Maroc (9): - Championne : 2017, 2018, 2019, 2020, 2021, 2022, 2023, 2024, 2025 - Coupe du Trône (8): - Vainqueur : 2017, 2018, 2019, 2020, 2021, 2022, 2023, 2024 - Tournoi de l'UNAF (2): - Vainqueur : 2021, 2024 - Ligue des champions de la CAF (1): - Vainqueur : 2022 - 3e place : 2021, 2023 | - Coupe d'Afrique des nations - Finaliste : 2024 - Tournoi UNAF (1): - Vainqueur : 2020 - Coupe Aisha Buhari - 2e place : 2021 - Tournoi de Malte (1): - Vainqueur : 2022 |